# Nano (editor)
Nano è un editor di testo libero per sistemi Unix ed Unix-like, distribuito con licenza GNU GPL. È un software libero che trae ispirazione da Pico, l'editor di testo del client e-mail pine, rispetto al quale risulta migliorato.

## Storia[1]
È stato inizialmente creato nel 1999 con il nome TIP (TIP isn't Pico), da Chris Allegretta, il quale voleva creare un sostituto libero dell'editor di testo pico che non era distribuito con licenza libera.
Il nome fu ufficialmente cambiato in Nano il 10 gennaio 2000 a causa di un'omonimia con un altro programma Unix.
Nel febbraio 2001, Richard Stallman lo ha inserito ufficialmente nel sistema GNU.

## Nome
Il nome deriva dal simbolo nano che è un prefisso SI che esprime il fattore 10−9, ossia un miliardesimo, ed è 1000 volte più grande di pico che esprime il fattore 10−12, ovvero un milionesimo di milionesimo.
Il suo nome può essere interpretato come acronimo ricorsivo: Nano's ANOther editor.

## Tasti per il controllo
Per controllare Nano non viene utilizzato, come in Pico, il mouse. Per adoperare il programma, si utilizzano alcune combinazioni di tasti per effettuare le operazioni più comuni: Control+O, per esempio, salva il file; Control+W apre la finestra di ricerca...
Nella schermata di Nano, in basso, si trovano due linee di aiuto dove sono indicate le combinazioni più utili e più utilizzate. Per ottenere una lista completa dei comandi, si deve premere Control+G.

## Colorazione della sintassi

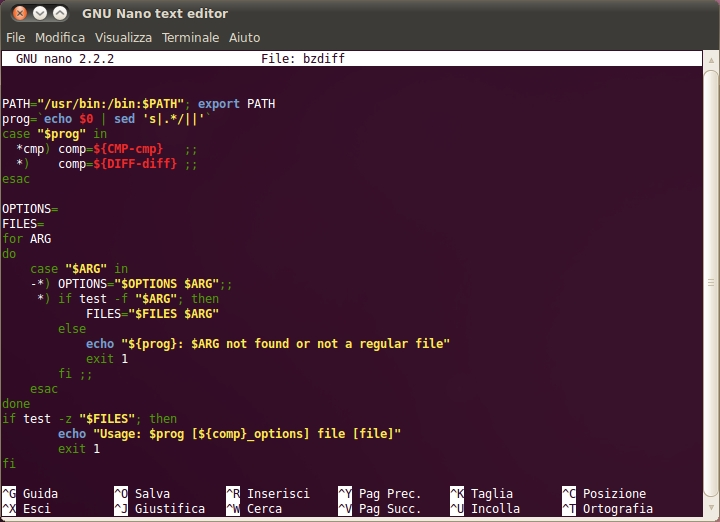
Nano mentre edita un file .sh in esecuzione sul terminale GNOME.

Una funzione recentemente aggiunta in Nano, è stata la colorazione della sintassi, che permette di aggiungere la colorazione del testo (es: per la sintassi di linguaggi di programmazione, shell, file di configurazione, wiki, etc...), semplicemente editando il file di configurazione .nanorc.
Questa funzione è altamente espandibile ed in rete è possibile trovare lo schema per la colorazione della sintassi di molti linguaggi, wiki compreso.

### Sintassi wikipedia
Aggiungete il seguente testo nel file .nanorc per vedere evidenziata la sintassi del testo usato in wikipedia che avete precedentemente salvato in un file con estensione .wiki.
```
syntax "wikipedia" "\.wiki$"
color cyan start="\[" end="\]"
color blue start="\[\[" end="\]\]"
color magenta "<[^>]*>"
color white "
([^']+'?)*
"
color red "
[^']*
"
color green "==([^=]+=?)*=="
color green "===[^=]*===""
```